# Rua (Vicenza)

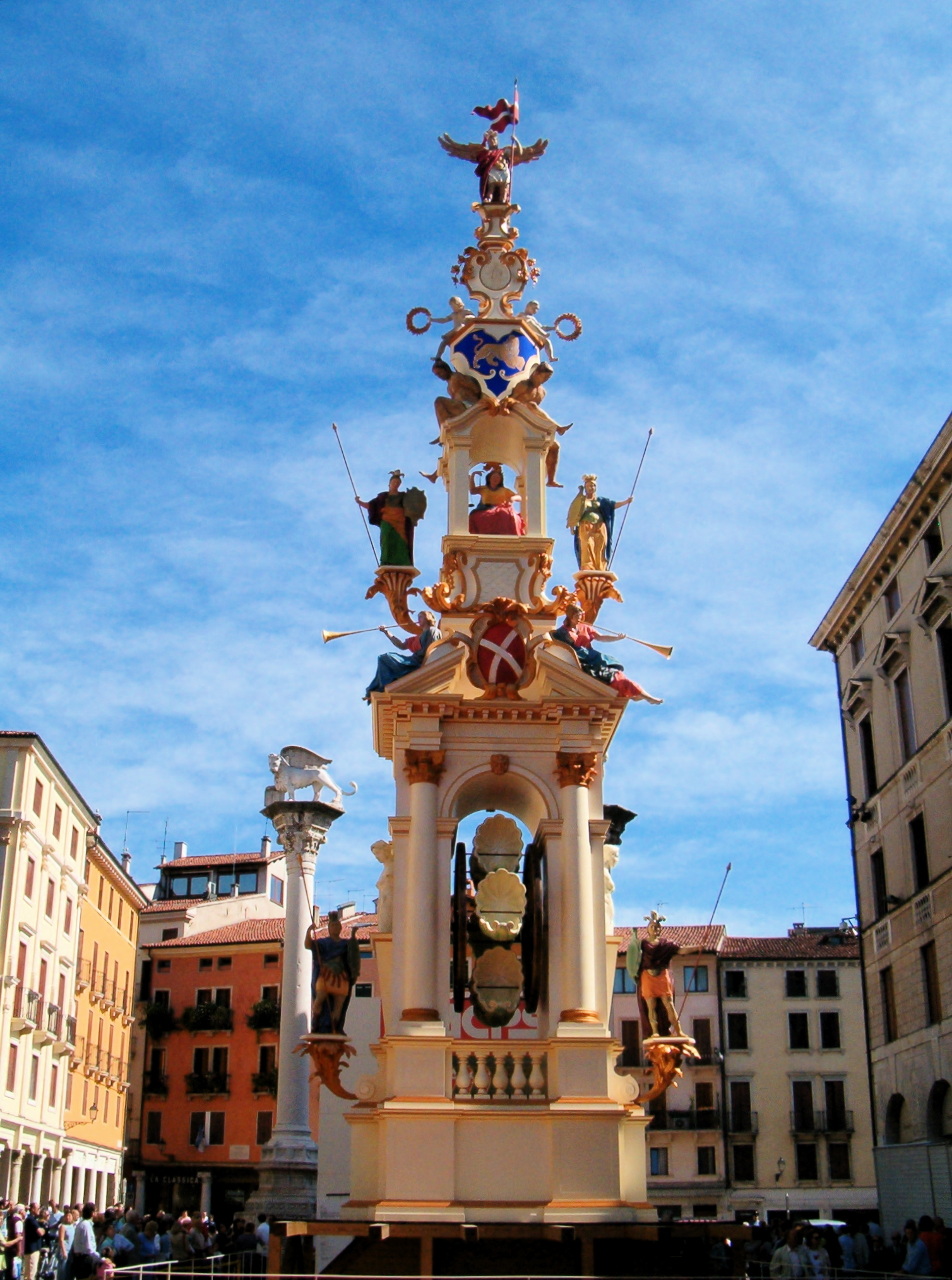
La Rua van Vicenza gereconstrueerd in 2007

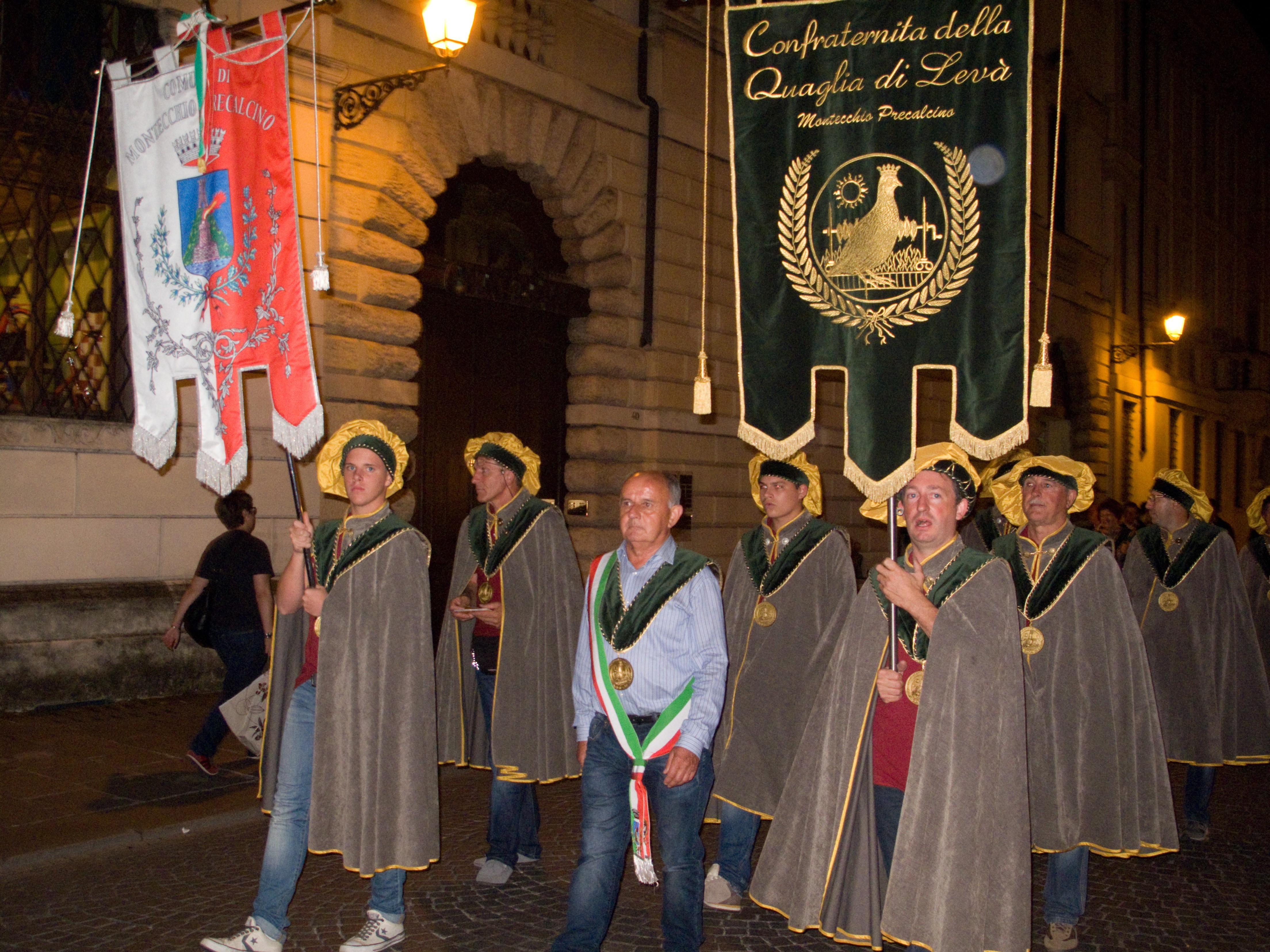
Historische stoet bij de Rua

De Rua was een draaiend wiel in een houten constructie en werd sinds de 15e eeuw rondgedragen in Vicenza in de Noord-Italiaanse regio Veneto. Wat begon als een deel van een processie, werd een eigen stoet met volksfeest.

## Naam
De Rua is in het dialect van Vicenza wat in het Italiaans ruota en het Latijn rota is: wiel of rad.

## Historiek
In 1441 stelde de congregatie van Nodari in Vicenza voor om de kaars in de jaarlijkse processie van Corpus Domini te vervangen door iets grootser. Zij maakten een soort tabernakel waarin ze een wiel plaatsten. De houten constructie werd voor het eerste rondgedragen in 1444 en kende onmiddellijk succes. De houten constructie kende later meer versieringen, meer kleuren, grotere afmetingen en dus meer dragers. Toen het wiel draaiend gemaakt werd, was het publiek nog meer geboeid. Er kwamen muzikanten rondstaan met dansers en figuranten. Kortom, de Rua werd een symbool voor de stad Vicenza.
De kerkelijke overheid zag de volkstoeloop voor de Rua met lede ogen toe; het kende meer succes dan het Heilig Sacrament in dezelfde processie. In 1616 besliste de geestelijkheid dat de Rua enkel op het einde, dus in de staart van de processie mocht pronken. Dit bleef zo tot bij de Franse bezetting eind 18e eeuw; het religieuze aspect van de stoet verdween dan helemaal. De Rua werd rondgedragen in een eigen stoet. Er kwam een wedstrijd bij waarin een jongen gedurende de hele stoet op de Rua overeind moest blijven staan; indien hij dit kon, kreeg hij zoetigheden.
Tijdens de 19e eeuw werd de Rua grootser opgebouwd dan ooit tevoren. Er leefde spanning bij het publiek of de houten constructie stabiel genoeg was, wat op zich nog meer volk lokte. Er kwamen tevens paarden bij te pas, al dan niet voor het showgehalte, alsook muzikale optredens tijdens het volksfeest. Tijdens het Oostenrijks bewind, ten tijde van het koninkrijk Lombardije-Venetië, werden de randactiviteiten rond de Rua afgeschaft.
De laatste stoet in deze traditie vond plaats in 1901. Het werd te moeilijk om door de straten van Vicenza te marcheren omwille van de draden voor elektrische verlichting, telegrafie en trams. Het fascistisch bewind deed nog een poging in 1928, waarbij fascistische leuzen rond de Rua gedrapeerd hingen. Tijdens de Tweede Wereldoorlog werd de Rua vernietigd tijdens bombardementen (net zoals een groot deel van Vicenza).
De echte revival vond plaats in 2007, met steun van de overheid en private ondernemingen. De hoge Rua uit de 19e eeuw werd gereconstrueerd. De stoet met de Rua vindt overigens niet meer elk jaar plaats. 